# Nikola Špirić

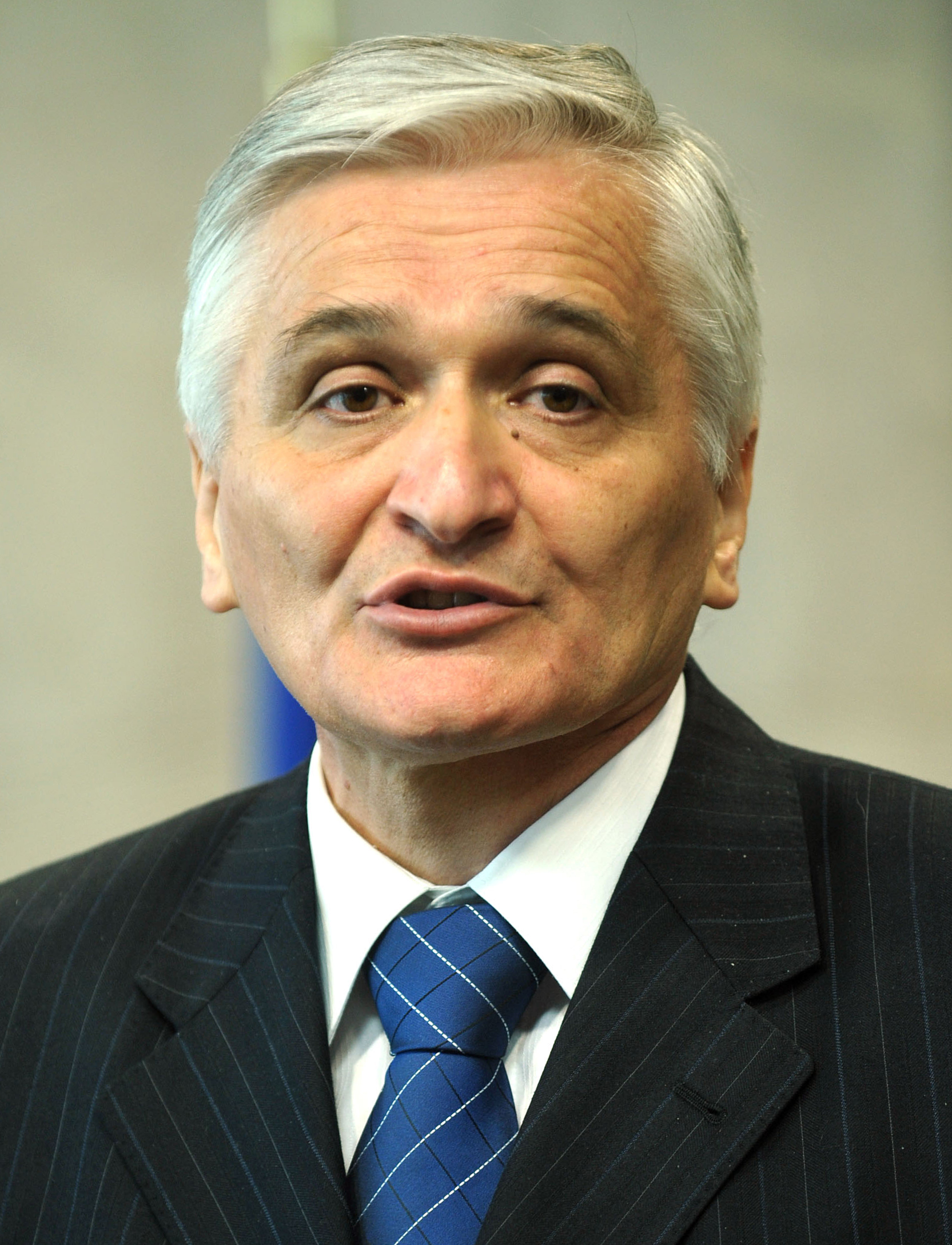
Nikola Špirić (2008)

Nikola Špirić (kyrillisch Никола Шпирић; * 4. September 1956 in Prekaja bei Titov Drvar, Jugoslawien, heute Bosnien und Herzegowina) ist ein bosnisch-serbischer Politiker der Partei SNSD. 
Vom 14. Oktober 2000 bis 28. Oktober 2002 war er Finanzminister von Bosnien und Herzegowina, anschließend Mitglied des Abgeordnetenhauses, einer der beiden Kammern des Parlaments. Vom 11. Januar 2007 bis zum  12. Januar 2012 war er Vorsitzender des Ministerrats der Republik Bosnien und Herzegowina (Ministerpräsident). Seit 25. Februar 2019 ist er Mitglied im Haus der Völker, der anderen der beiden Kammern des Parlaments.

## Leben
Špirić besuchte die Grundschule in Drvar, die Oberschule in Sarajevo und studierte an der Universität Sarajevo. Er ist Doktor der Wirtschaftswissenschaften. Ab 1992 arbeitete Špirić in Banja Luka als Professor für monetäre und öffentliche Finanzen an der Wirtschaftlichen Fakultät und war zudem politisch engagiert. So war er nach seinem Eintritt in die SNSD 1999–2000 Mitglied des Abgeordnetenhauses, ab 2000 stellvertretender Minister für Menschenrechte und Flüchtlinge sowie 2001 Vorsitzender und 2002–2006 stellvertretender Vorsitzender des Abgeordnetenhauses.
Am 1. November 2007 reichte Špirić als Protest gegen die Reformpläne des Hohen Repräsentanten der Internationalen Gemeinschaft, Miroslav Lajčák, seinen Rücktritt ein. Diese gefährdeten seiner Meinung nach das Mitspracherecht der bosnischen Serben auf nationaler Ebene. Der Streit zwischen Ministerpräsident, Parlament und Hohem Repräsentanten wurde in bosnischen Medien auch als kabinetski rat („Kabinettskrieg“) bezeichnet und galt für manche Beobachter als schwerste Krise seit der Beendigung des Bosnienkrieges.
Nach der Beilegung des Streits wurde Nikola Špirić am 10. Dezember 2007 erneut für den Posten des Vorsitzenden nominiert und am 27. Dezember von der Präsidentschaft sowie einen Tag später vom Parlament bestätigt. Ihm folgte 2011/12 Vjekoslav Bevanda.
Nikola Špirić ist mit einer Bosniakin aus Tuzla verheiratet.